# Fimbristylis
Fimbristylis är ett släkte i familjen halvgräs.

## Dottertaxa tillFimbristylis, i alfabetisk ordning[1]
- Fimbristylis acicularis
- Fimbristylis acuminata
- Fimbristylis adenolepis
- Fimbristylis adjuncta
- Fimbristylis adventitia
- Fimbristylis aestivalis
- Fimbristylis aggregata
- Fimbristylis alata
- Fimbristylis albicans
- Fimbristylis alboviridis
- Fimbristylis ambavanensis
- Fimbristylis ammobia
- Fimbristylis amplocarpa
- Fimbristylis angamoozhiensis
- Fimbristylis anisoclada
- Fimbristylis aphylla
- Fimbristylis argentea
- Fimbristylis argillicola
- Fimbristylis arnhemensis
- Fimbristylis arnottiana
- Fimbristylis arthrostyloides
- Fimbristylis aspera
- Fimbristylis assamica
- Fimbristylis autumnalis
- Fimbristylis bahiensis
- Fimbristylis barteri
- Fimbristylis benthamiana
- Fimbristylis bispicula
- Fimbristylis bisumbellata
- Fimbristylis bivalvis
- Fimbristylis blakei
- Fimbristylis blepharolepis
- Fimbristylis borbonica
- Fimbristylis brevivaginata
- Fimbristylis brunneoides
- Fimbristylis caesia
- Fimbristylis caespitosa
- Fimbristylis calcicola
- Fimbristylis caloptera
- Fimbristylis cancellata
- Fimbristylis capilliculmis
- Fimbristylis cardiocarpa
- Fimbristylis caroliniana
- Fimbristylis carolinii
- Fimbristylis carpopoda
- Fimbristylis celebica
- Fimbristylis cephalophora
- Fimbristylis cephalotes
- Fimbristylis chingmaiensis
- Fimbristylis cinnamometorum
- Fimbristylis circumciliata
- Fimbristylis clavata
- Fimbristylis compacta
- Fimbristylis complanata
- Fimbristylis composita
- Fimbristylis consanguinea
- Fimbristylis contorta
- Fimbristylis corynocarya
- Fimbristylis costiglumis
- Fimbristylis crystallina
- Fimbristylis cuneata
- Fimbristylis cymosa
- Fimbristylis dauciformis
- Fimbristylis debilis
- Fimbristylis decipiens
- Fimbristylis densa
- Fimbristylis denudata
- Fimbristylis dichotoma
- Fimbristylis dictyocolea
- Fimbristylis diglumoides
- Fimbristylis dimorphonucifera
- Fimbristylis diphylloides
- Fimbristylis dipsacea
- Fimbristylis disticha
- Fimbristylis distincta
- Fimbristylis dolera
- Fimbristylis doliiformis
- Fimbristylis dunlopii
- Fimbristylis dura
- Fimbristylis eichleriana
- Fimbristylis elegans
- Fimbristylis eligulata
- Fimbristylis engleriana
- Fimbristylis eragrostis
- Fimbristylis eremophila
- Fimbristylis falcata
- Fimbristylis falcifolia
- Fimbristylis fenestrata
- Fimbristylis ferruginea
- Fimbristylis fibrillosa
- Fimbristylis filifolia
- Fimbristylis fimbristyloides
- Fimbristylis fordii
- Fimbristylis fuchsiana
- Fimbristylis fulvescens
- Fimbristylis furva
- Fimbristylis fusca
- Fimbristylis fuscinux
- Fimbristylis fuscoides
- Fimbristylis gabonica
- Fimbristylis gambleana
- Fimbristylis gentarea
- Fimbristylis gigantea
- Fimbristylis glaucophylla
- Fimbristylis glazioviana
- Fimbristylis gracilenta
- Fimbristylis griffithii
- Fimbristylis hawaiiensis
- Fimbristylis henryi
- Fimbristylis hirsutifolia
- Fimbristylis hookeriana
- Fimbristylis humerosa
- Fimbristylis hyalina
- Fimbristylis hygrophila
- Fimbristylis inaguensis
- Fimbristylis insignis
- Fimbristylis intonsa
- Fimbristylis itaru-itoana
- Fimbristylis jucunda
- Fimbristylis juncea
- Fimbristylis juncocephala
- Fimbristylis kadzusana
- Fimbristylis kernii
- Fimbristylis kingii
- Fimbristylis kwantungensis
- Fimbristylis lanata
- Fimbristylis lanceolata
- Fimbristylis lasiophylla
- Fimbristylis latiglumifera
- Fimbristylis latinucifera
- Fimbristylis lawiana
- Fimbristylis laxiglumis
- Fimbristylis leptoclada
- Fimbristylis leucocolea
- Fimbristylis leucostachya
- Fimbristylis ligulata
- Fimbristylis limosa
- Fimbristylis lineatisquama
- Fimbristylis lithophila
- Fimbristylis littoralis
- Fimbristylis longibracteata
- Fimbristylis longispica
- Fimbristylis longistigmata
- Fimbristylis longistipitata
- Fimbristylis macassarensis
- Fimbristylis macrantha
- Fimbristylis madagascariensis
- Fimbristylis malayana
- Fimbristylis mangorensis
- Fimbristylis manilaliana
- Fimbristylis maracandica
- Fimbristylis merguensis
- Fimbristylis merrillii
- Fimbristylis mexicana
- Fimbristylis micans
- Fimbristylis microcarya
- Fimbristylis modesta
- Fimbristylis monospicula
- Fimbristylis monticola
- Fimbristylis mozambicensis
- Fimbristylis multicephala
- Fimbristylis multinervia
- Fimbristylis mycosa
- Fimbristylis nagpurensis
- Fimbristylis naikii
- Fimbristylis nanningensis
- Fimbristylis narayanii
- Fimbristylis neilsonii
- Fimbristylis nelmesii
- Fimbristylis neocaledonica
- Fimbristylis nigritana
- Fimbristylis nigrobrunnea
- Fimbristylis nuda
- Fimbristylis nutans
- Fimbristylis oblonga
- Fimbristylis obtusata
- Fimbristylis odontocarpa
- Fimbristylis onchnidiocarpa
- Fimbristylis ovata
- Fimbristylis oxystachya
- Fimbristylis pachyptera
- Fimbristylis palauensis
- Fimbristylis pallida
- Fimbristylis pandurata
- Fimbristylis parvilenta
- Fimbristylis pauciflora
- Fimbristylis paupercula
- Fimbristylis pentastachya
- Fimbristylis perlaxa
- Fimbristylis perpusilla
- Fimbristylis perspicua
- Fimbristylis phaeolepis
- Fimbristylis phaeoleuca
- Fimbristylis pierotii
- Fimbristylis pilifera
- Fimbristylis pilosa
- Fimbristylis polytrichoides
- Fimbristylis prabatensis
- Fimbristylis psammocola
- Fimbristylis psammophila
- Fimbristylis pseudomicrocarya
- Fimbristylis pseudonarayanii
- Fimbristylis pterygosperma
- Fimbristylis puberula
- Fimbristylis pubisquama
- Fimbristylis punctata
- Fimbristylis pustulosa
- Fimbristylis quadriflora
- Fimbristylis quinquangularis
- Fimbristylis rara
- Fimbristylis ratnagirica
- Fimbristylis raymondii
- Fimbristylis recta
- Fimbristylis rectifolia
- Fimbristylis rhizomatosa
- Fimbristylis rhodesiana
- Fimbristylis rhyticarya
- Fimbristylis rigidiuscula
- Fimbristylis rigidula
- Fimbristylis rugosa
- Fimbristylis rupestris
- Fimbristylis sachetiana
- Fimbristylis salbundia
- Fimbristylis sanjappae
- Fimbristylis savannicola
- Fimbristylis scaberrima
- Fimbristylis scabrida
- Fimbristylis scabrisquama
- Fimbristylis schoenoides
- Fimbristylis schultzii
- Fimbristylis schweinfurthiana
- Fimbristylis semarangensis
- Fimbristylis semidisticha
- Fimbristylis sericea
- Fimbristylis shimadana
- Fimbristylis sieboldii
- Fimbristylis signata
- Fimbristylis simaoensis
- Fimbristylis simplex
- Fimbristylis simpsonii
- Fimbristylis simulans
- Fimbristylis singularis
- Fimbristylis sleumeri
- Fimbristylis smitinandii
- Fimbristylis solidifolia
- Fimbristylis spadicea
- Fimbristylis sphaerocephala
- Fimbristylis spicigera
- Fimbristylis spiralis
- Fimbristylis splendida
- Fimbristylis squarrosa
- Fimbristylis squarrulosa
- Fimbristylis stauntonii
- Fimbristylis stenostachya
- Fimbristylis stigmatotecta
- Fimbristylis stolonifera
- Fimbristylis straminea
- Fimbristylis strigosa
- Fimbristylis striolata
- Fimbristylis subalata
- Fimbristylis subaphylla
- Fimbristylis subaristata
- Fimbristylis subdura
- Fimbristylis subinclinata
- Fimbristylis subtrabeculata
- Fimbristylis subtricephala
- Fimbristylis sumbaensis
- Fimbristylis swamyi
- Fimbristylis tamaensis
- Fimbristylis tenera
- Fimbristylis tenuicula
- Fimbristylis tenuinervia
- Fimbristylis tetragona
- Fimbristylis thermalis
- Fimbristylis thomsonii
- Fimbristylis tortifolia
- Fimbristylis trachycarya
- Fimbristylis trichocaulis
- Fimbristylis trichoides
- Fimbristylis trichophylla
- Fimbristylis triflora
- Fimbristylis trigastrocarya
- Fimbristylis tristachya
- Fimbristylis tumida
- Fimbristylis tunquinensis
- Fimbristylis turkestanica
- Fimbristylis uliginosa
- Fimbristylis ultragluma
- Fimbristylis umbellaris
- Fimbristylis unispicularis
- Fimbristylis urakasiana
- Fimbristylis vagans
- Fimbristylis vaginata
- Fimbristylis vahlii
- Fimbristylis vanoverberghii
- Fimbristylis variegata
- Fimbristylis warmingii
- Fimbristylis wetarensis
- Fimbristylis willdenowiana
- Fimbristylis villosissima
- Fimbristylis virella
- Fimbristylis woodrowii
- Fimbristylis xyridis
- Fimbristylis zatei
- Fimbristylis zeylanica